# Колон, Жорж
Жорж Колон (фр. Marie-Louis-Georges Colomb; 1856—1945) — французский учёный, популяризатор науки, также автор комиксов.

## Биография

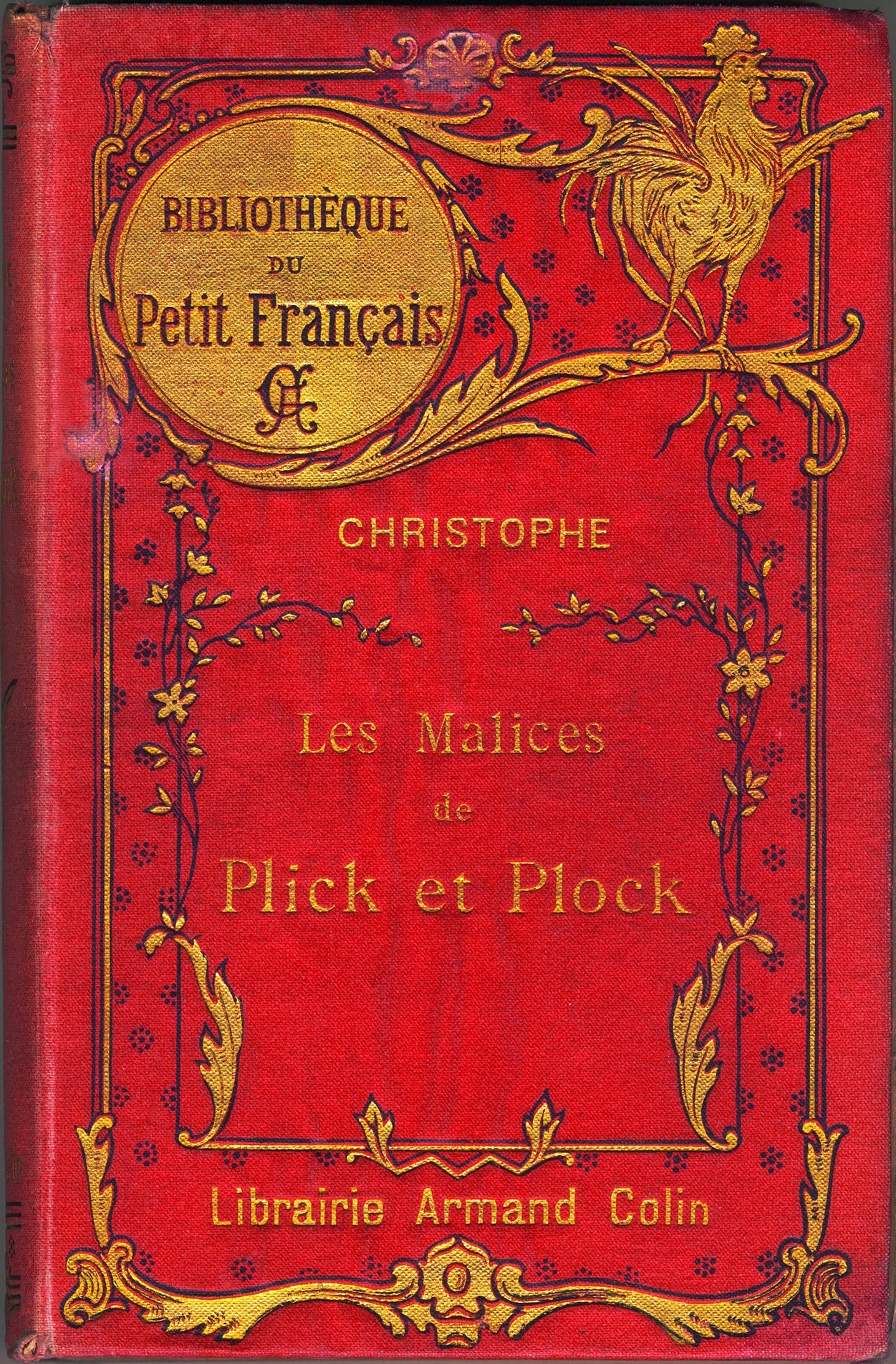
Обложка книги Жоржа Колона, изданной в 1904 году в серии «Bibliothèque du Petit Français»

Родился 25 мая 1856 года в город Люр, Франция.
Колон был заместителем директора ботанической лаборатории Сорбонны. Среди его студентов был будущий французский романист Марсель Пруст.
Под псевдонимом Кристоф (фр. Christophe, от французского имени Христофора Колумба — Christophe Colomb) он создавал комиксы, которые были популярны среди французской интеллигенции, но печатались в детской газете Le Petit Français illustré. Среди его комиксов — L’idée fixe du savant Cosinus (1893—1899), La Famille Fenouillard (1889); Le Sapeur Camember (1890—1896); Les Malices de Plick et Plock (1893—1904) и Le Baron de Cramoisy (1899).
Умер 3 января 1945 года в городе Ньон, Франция.